# الهادي خفشة
الهادي خفشة اسمه الكامل محمد الهادي خفشة، (ولد بالمنستير في 11 أكتوبر 1916 وتوفي بباريس في 25 ماي 1976) سياسي ووزير تونسي سابق.

## المحامي الوطني
درس بفرنسا الحقوق ثم فتح مكتب محاماة بتونس. وقد امكن له الدفاع عن الوطنيين أمام المحاكم الاستعمارية الفرنسية، ثم قاد مع الباهي الأدغم ما عرف بالديوان السياسي الخامس للحزب الحر الدستوري الجديد، وألقي عليه القبض مع رفاقه في جانفي 1940.

## الوزير
بعد حصول البلاد التونسية على استقلالها عام 1956، عين مديرا للموانئ التونسية. ثم دخل الحكومة حيث تلقد عدة حقائب وزارية وفي 30 ديسمبر 1958 عين وزيرا للعدل، وأضاف إلى مهمته تلك وزارة الاقتصاد الوطني والمالية فيما بين 4 أكتوبر 1960 و3 جانفي 1961، واستمر على رأس وزارة العدل إلى 5 سبتمبر 1966، اينتقل بعدها إلى وزارة الصحة العمومية إلى 8 سبتمبر 1969 وفي هذا التاريخ عين وزيرا للداخلية إلى تاريخ 12 جوان 1970 ثم عاد إلى نفس الوزارة في 26 أكتوبر 1971 وبقي بها إلى 17 مارس 1973. وبعد إبعاد ببضعة أشهر، عاد ليسمى على رأس وزارة التجهير والإسكان في 5 جوان 1973، ثم وزارة الدفاع الوطني يوم 14 جوان 1974 إلى تاريخ وفاته.

## إشارات مرجعية
1. ↑  محمد خير رمضان يوسف (2016)، تتمة الأعلام: وَفَيَات 1976-2013 (ط. 4)، عدن: دار الوفاق للدراسات و النشر، ج. 10، ص. 26، OCLC:1048305227، QID:Q115012904
2. ↑  منير الشرفي، وزراء بورقيبة، تونس، د.ت.، ص 227

## مواضيع ذات صلة
- وزارة الداخلية التونسية

| سبقه الباجي قائد السبسي | وزير داخلية (تونس) 1969- 1970 | تبعه أحمد المستيري |
| سبقه الهادي نويرة       | وزير داخلية (تونس) 1971- 1973 | تبعه الطاهر بلخوجة |